# Canyes i fang
|  | Per a altres significats, vegeu «Canyes i fang (sèrie de televisió)». |

Canyes i fang (Cañas y barro) és una novel·la de l'escriptor valencià Vicent Blasco Ibáñez, escrita el 1902, enquadrada en el moviment conegut com a naturalisme i que pertany al cicle valencià de l'autor. Ambientada a la contornada rural de la ciutat de València, concretament a l'Albufera i la població del Palmar, a principis del segle xx, la novel·la observa i retrata la realitat social del moment i del lloc amb precisió absolta, contant igualment amb matisos costumistes. La novel·la narra la història de la família dels Palomes, una nissaga de pescadors valencians reconvertits en arrossers, la seua necessària adaptació als canvis socials i les relacions personals que mantenen entre ells i la resta de la comunitat.
La novel·la ha estat traduïda al valencià per Marina Zaragozà i per Jaume Ortolà, i editada per la Companyia Austrohongaresa de Vapors